# Lilian Nalis
Lilian Nalis, né le 29 septembre 1971 à Nogent-sur-Marne (Val-de-Marne), est un footballeur français évoluant au poste de milieu de terrain. Globe-trotteur, il a porté le maillot de treize clubs différents. Il est retraité depuis 2010 et entame une carrière d'entraîneur adjoint.

## Biographie

### Carrière de joueur

#### En France
Formé à l'AJ Auxerre, Lilian Nalis signe un contrat aspirant à l'été 1989. Il dispute une finale de Coupe Gambardella en 1991, mais ne joue aucun match en pro avec l'AJA, barré à son poste par des talents comme Enzo Scifo ou Corentin Martins. Il joue son 1er match de Division 1 au SM Caen. Il joue ensuite au Stade lavallois pendant deux saisons. Nommé pour le titre de meilleur joueur du championnat en 1997, il ne remporte pas le trophée mais figure dans le onze de l'année de Division 2 aux Oscars du Football. Son année 1997 est également marquée par une demi-finale de Coupe de France. Il retrouve la D1 à Guingamp puis Bastia. Après trois saisons à Bastia, Nalis s'engage en Italie, au Chievo Vérone. Il joue peu et ne reste qu'un an en Italie. Il commence alors son périple anglais.

#### En Angleterre
Il s'engage tout d'abord en 2003 à Leicester City, alors promu en Premiership. Cette année-là il marque un but qui reste comme l'un des plus beaux de l'année, une volée de 30 mètres contre Leeds United. En dépit de la relégation de Leicester, il reste pour jouer en Football League Championship. Le club ne parvient pas à remonter et finit à une piètre 15e place.
Lors de l'été 2005, il est transféré à Sheffield United mais perd sa place en début de saison. Il est ensuite prêté à Coventry City jusqu'à la fin de l'année 2005. En janvier 2006, il s'engage avec Plymouth. Il retrouve ainsi une grosse colonie francophone avec Romain Larrieu, Larrys Mabiala, Mathias Kouo-Doumbé et Nadjim Abdou. Nalis est élu Joueur de l'année 2006-2007 de Plymouth par les supporters. Il signe alors une prolongation de contrat d'un an. Après deux bonnes saisons en Football League Championship, il décide de changer de club.
Le 30 juillet 2008, Nalis signe pour Swindon, en League One, après un court essai. En juillet 2009, il signe au CA Bastia en CFA avant de prendre sa retraite en 2010.

### Carrière d'entraîneur
Depuis 2007, il est engagé dans l'obtention d'un diplôme de sports et sciences en Angleterre.
Entraîneur adjoint du CA Bastia pendant quatre ans, il rejoint ensuite le Stade lavallois pour occuper ce même poste.
Le 28 décembre 2016, il retrouve Le Havre AC comme entraîneur adjoint d'Oswald Tanchot.
Le 10 juillet 2019 il est choisi comme conseiller technique de l'académie du SC Bastia.
En mai 2020, il devient l'entraîneur adjoint de Franck Haise au Racing Club de Lens. Il retrouve ainsi celui qui fut son coéquipier à Laval de 1995 à 1997. Le 6 avril 2023, Nalis intègre la promotion 2023-2024 du Brevet d'entraîneur professionnel de football.
Il quitte le club en 2024 pour rejoindre l'OGCNice.

## Palmarès
Stade lavallois
- Demi-finaliste de la Coupe de France en 1997

 SC Bastia
- Finaliste de la Coupe de France en 2002

 AJ Auxerre
- Finaliste de la Coupe Gambardella en 1991
- Champion de France militaire avec le C.I.G.A. d'Auxerre en 1992-1993.